# 纽伦堡号小巡洋舰 (1906年)
纽伦堡号是德意志帝国所建造的四艘柯尼斯堡级小巡洋舰的二号舰，以巴伐利亚城市纽伦堡命名。它由基尔的帝国船厂承建，于1906年初开始龙骨架设、同年8月下水、至1908年4月投入舰队使用。其舰炮包括有十门105毫米40倍径速射炮、八门52毫米55倍径速射炮和两具450毫米水下鱼雷发射管，最高速度为23.4节。
纽伦堡号在1910年进行海外部署之前曾短暂服役于公海舰队，此后，它被分配至东亚分舰队。当第一次世界大战于1914年8月爆发时，它正从墨西哥海域返回位于青岛的德国海军基地。舰只重新与海军中将馬克西米連·馮·斯比麾下的分舰队余部会合，并横渡太平洋，遭遇到了由海军少将克里斯托夫·克拉多克率领的英国分舰队。在随后于11月1日爆发的科罗内尔海战中，英国分舰队被击败；纽伦堡号更终结了英国巡洋舰蒙默思号。一个月后，德国人企图袭击位于福克兰群岛的英国海军基地；但他们面对的是由海军中将多夫顿·斯特迪率领的更强大英国分舰队，并有两艘战列巡洋舰驻港。斯特迪的舰只追击并摧毁了五艘德国巡洋舰中的四艘；其中纽伦堡号遭肯特号击沉，造成严重伤亡。

## 建造

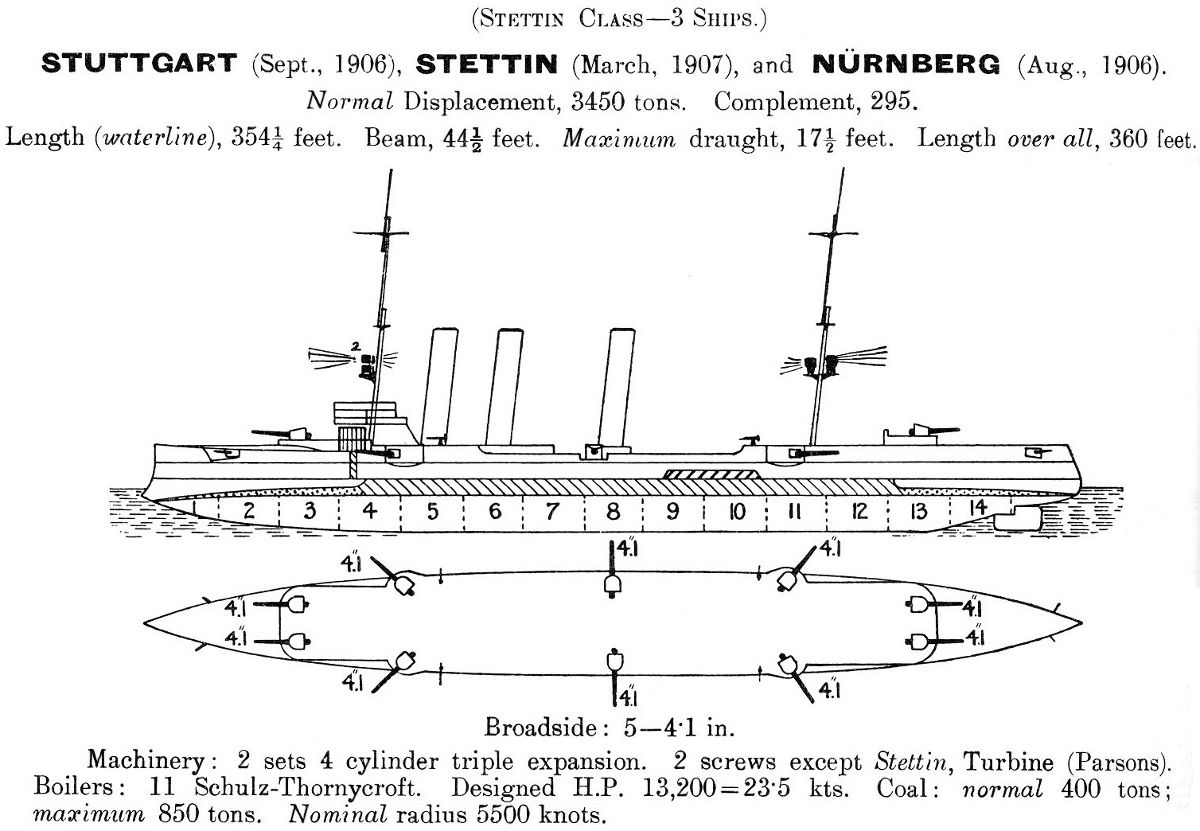
柯尼斯堡级舰只线条画 (Note: 图中误将该船级表述为“斯德丁级”，且不含柯尼斯堡号。)

纽伦堡号是为替代老旧的小巡洋舰闪电号而以“闪电替舰（Ersatz Blitz）”为代号进行订购，并于1906年1月16日在基尔的帝国船厂开始架设龙骨。它于同年8月28日下水，之后展开舾装工作。在下水仪式上，由纽伦堡时任市长格奥尔格·冯·舒主持为舰只命名。1908年4月10日，舰只正式投入公海舰队使用。
纽伦堡号的全长为116.8（383英尺2英寸），有13.3（43英尺8英寸）的舷宽和5.24（17英尺2英寸）的前吃水。在满载情况下，舰只的排水量可达3,902公噸（3,840長噸）。其推进系统由两台三缸三胀式蒸汽机组成，通过十一台燃煤船用式水管锅炉提供动力，额定功率为13,020匹指示馬力（9,709千瓦特）。它的最高速度达23.4節（43.3每小時），并可以12節（22每小時）的速度续航4,120海里（7,630）。舰只的标准船员编制则为14名军官及308名水兵。
纽伦堡号的武器由十门单装105毫米40倍径速射炮组成。其中两门并排布置在艏艛前方，六门设于舰舯、每边各三门，以及两门并排布置在舰艉。这些炮支可提升至30°仰角，射程达12,700（13,900碼）。它们共提供1500发弹药，其中每炮150发。舰只还装备有八门52毫米55倍径速射炮和4000发弹药。此外，舰只同样配备有两具450（17.7英寸）的鱼雷管及五枚鱼雷，均浸没舷侧的船体内。纽伦堡号受到厚达80（3.1英寸）的装甲甲板保护，司令塔的侧面则有100（3.9英寸）厚。

## 服役历史

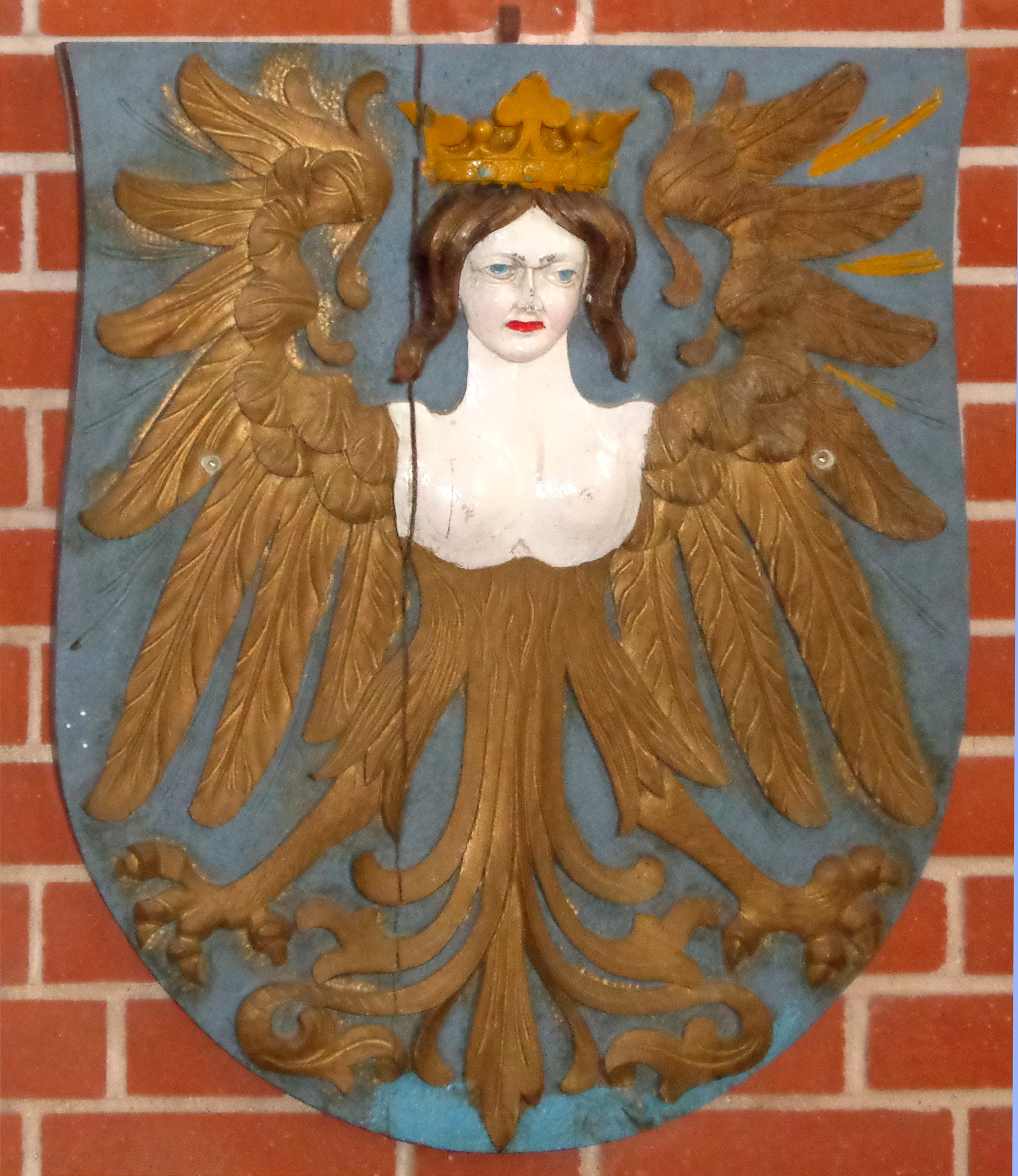
纽伦堡号舰徽

在德国水域随公海舰队短暂服役后，纽伦堡号于1910年被派往海外。它被分配至帝国海军设于青岛的东亚基地，成为海军中将馬克西米連·馮·斯比所率领的东亚分舰队的一份子。在墨西哥革命期间，它曾被派驻至墨西哥海岸。而当莱比锡号轮替入驻后，纽伦堡回到了它在青岛的大本营。1914年夏天，纽伦堡再次穿越太平洋，以轮换墨西哥基地的莱比锡号。随着第一次世界大战的爆发，施佩计划将舰队带回德国，路径是首先横跨太平洋、再绕过合恩角，继而向北强行穿越大西洋。1914年8月6日，纽伦堡号与东亚分舰队的核心——大巡洋舰沙恩霍斯特号和格奈森瑙号在波纳佩岛会合。施佩决定将他的部队集中在北马里亚纳群岛内的帕甘島，这是太平洋中部位置最佳的德国领地。所有可用的煤船、供应船和客轮都被要求在那里与东亚分舰队会合。8月11日，施佩抵达帕甘岛；他在那里得到了几艘供应船的加入，以及埃姆登号和武装商船埃特尔·弗雷德里希王子号。
四艘巡洋舰随后离开太平洋中部，驶向智利。期间于8月13日，埃姆登号舰长、海军准将卡尔·冯·穆勒说服了施佩将他的舰只脱离分舰队，以进行破交战。8月20日，在抵达马绍尔群岛的埃内韦塔克环礁后，这些舰只再次加煤。9月6日，施佩将纽伦堡号和供应船泰坦尼亚号（Titania）分遣出去，以切断英国设于范宁岛的电缆系统。纽伦堡通过悬挂法国国旗而骗过了守军，于9月7日成功摧毁基站，并在当天晚些时候至圣诞岛重新加入分舰队。为了让德军最高指挥部知道他的行动，施佩于9月8日派遣纽伦堡至檀香山，通过中立国家发送消息。施佩选择该舰是因为英国人已经意识到它已经离开墨西哥海域，所以它出现在夏威夷并不会泄露整个东亚分舰队的踪迹。它还受命与德国的代理商联系，指示对方在南美准备煤炭库存共分舰队使用。纽伦堡号还带回了协约国已占领德属萨摩亚的消息。
9月14日，施佩决定用他的两艘大巡洋舰突袭阿皮亚的英军基地；并派遣纽伦堡护送分舰队的煤船前往集结地点。在9月22日的帕皮提战役中，纽伦堡随东亚分舰队对该殖民地实施炮击。炮击期间，法国炮艇热心号被德国舰只的炮火所摧毁。由于忌惮港湾内的水雷，施佩并未夺取贮存在港湾的煤炭。至10月12日，分舰队已抵达复活节岛。在那里，从美洲海域驶来的德累斯顿号和莱比锡号也加入了分舰队。在该地区停留了一周后，这些舰只启程前往智利。

### 科罗内尔海战

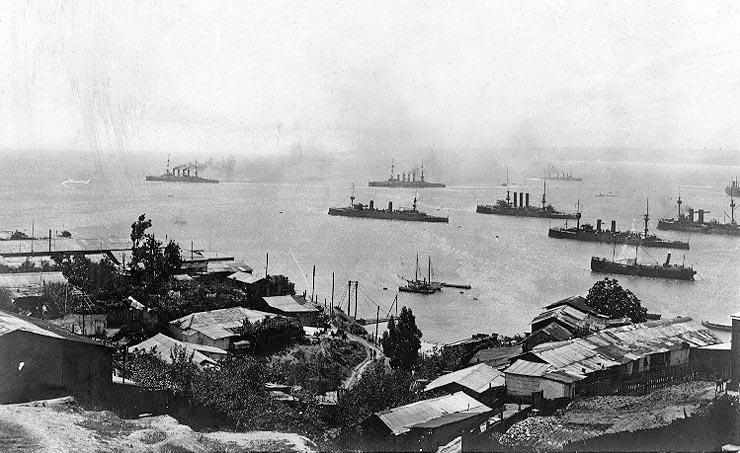
正驶离瓦尔帕莱索的东亚分舰队，纽伦堡号为远处第三艘

面对德国分舰队，英国人在在南美洲沿岸显得物力匮乏；在海军少将克里斯托夫·克拉多克麾下，只有装甲巡洋舰好望号和蒙默思号、轻巡洋舰格拉斯哥号以及武装商船奥特朗托号。这支区舰队还将得到老旧前无畏舰克诺珀斯号和装甲巡洋舰防御号的加强，但后者直至科罗内尔海战后才到达。克拉多克命令克诺珀斯号拖后驻守，他可能觉得该舰的慢速会妨碍他将德舰引入战场。10月26日傍晚，东亚分舰队驶出马斯阿富埃拉岛，并向东推进。施佩了解到格拉斯哥号于31日出现在科罗内尔，于是转向港口，意图对其实施伏击。
施佩于11月1日下午来到科罗内尔，令他感到意外的是，与格拉斯哥号在一起的还有好望号、蒙默思号和奥特朗托号。克诺珀斯号连同英国煤船则仍然相距约300英里（480）。在17:00，格拉斯哥号发现了德国人，克拉多克遂迅速组成战列线：由好望号领头，接下来是蒙默思号、格拉斯哥号，并由奥特朗托号殿后。施佩决定拖延与英国人的交战直至太阳进一步降下，那时英国舰只将会被阳光映衬出轮廓。纽伦堡号与德国分舰队尚有一定的距离，它因搜查中立轮船而耽误，至后续才加入行动。在战斗的后期，纽伦堡号发现了已被击至失效而正在飘摇的蒙默思号，并在相距大约550至900（600至980碼）的范围内用炮火将其摧毁。
11月3日，纽伦堡号、沙恩霍斯特号和格奈森瑙号驶入智利的瓦尔帕莱索，以补充燃煤和其它物资。因受到国际法规定的每24小时只能同时有三艘军舰处于任何中立港口的限制；另外两艘巡洋舰，莱比锡号和德累斯顿号则必须返回马斯阿富埃拉岛。在马斯阿富埃拉岛完成重新集结后，施佩决定袭击南大西洋的英国航线。11月21日，东亚分舰队进入圣昆汀湾加煤；船员们将煤炭堆在甲板上，以便舰只足够航行至圣埃伦娜港，在那里，施佩安排了从蒙得维的亚驶出的煤船于12月5日与它们会合。

### 福克兰群岛海战

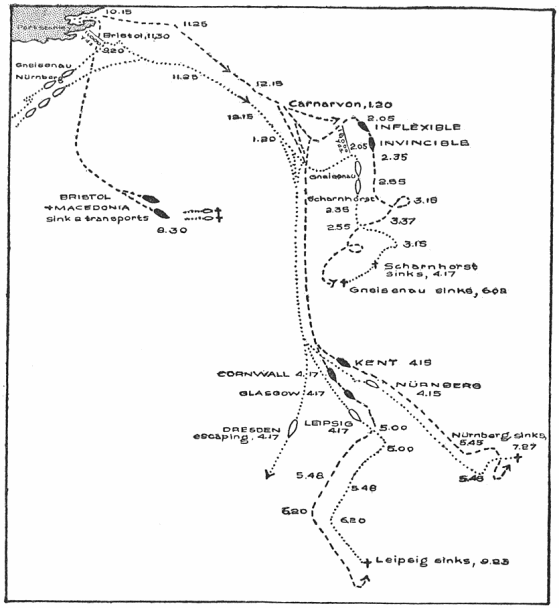
海战中显示英国和德国舰只移动线路的地图

在科罗内尔海战之后，施佩决定攻击福克兰群岛内斯坦利港的英军基地。纽伦堡号和格奈森瑙号将负责攻击海港、摧毁无线电台，并焚毁煤炭库存，而舰队余部则负责隔离英国军舰。施佩受到了福克兰群岛不设防的错误印象所影响。英国人此时已派出更具威力的战列巡洋舰无敌号和不屈号、以及四艘巡洋舰前往南美洲，它们由海军中将多夫顿·斯特迪率领，目的正是要追踪并击败施佩的分舰队，以报科罗内尔海战的一箭之仇。
当纽伦堡号和格奈森瑙号于12月8日早些时候接近这些岛屿时，老旧的战列舰克诺珀斯号开火将其驱逐。德国人对于在海港内出现的军舰感到惊讶，施佩决定撤退。东亚分舰队排出单列阵线以22節（41每小時）的速度行驶；纽伦堡是阵线中的第二艘舰，位居格奈森瑙号和沙恩霍斯特号之间。斯特迪命令他的舰只点火升汽并追击德国人。他的战列巡洋舰于12:50赶上并开火；施佩遂命沙恩霍斯特号和格奈森瑙号阻击战列巡洋舰，希望以此举为小巡洋舰争取时间逃离。作为回应，斯特迪派出他的轻巡洋舰去追寻纽伦堡号、德累斯顿号和莱比锡号。
肯特号找出了纽伦堡号；纽伦堡号于约11,000（12,000碼）的极限射程内开火。肯特号无法回火，直至双方距离下降至6,400（7,000碼）后，它才开始迅速发出齐射。纽伦堡号向左转舵，以便其整个舷侧都能投入战斗，肯特号亦随之模仿。两艘舰以趋于靠拢的航线前进，使得他们之间的距离进一步下降至2,700（3,000碼）。到那时，肯特号的炮弹如雨点般密集的砸落纽伦堡号，造成了严重的破坏。一场大火于18:02爆发，至18:25，舰只在水中瘫痪并停止了射击。肯特号暂时停火，但当注意到纽伦堡号的战旗仍在飘扬时，又恢复了战斗。经过再五分钟的炮击，纽伦堡号降下了旗帜，而肯特号的船员准备放下救生艇去接载幸存者。
在纽伦堡号于19:26倾覆并沉没之前，仅12人被接起，其中5人于获救后伤重身亡。全舰共计有327名官兵罹难，死者中还包含有施佩的其中一个儿子——奥托·冯·施佩。在交战过程中，纽伦堡号曾三十八次命中肯特号，但没有造成重大伤害。一枚炮弹击中了肯特号的其中一个弹药舱，并引燃了里面的装药推进剂，然而在火势即将摧毁该舰之前，弹药舱遭淹没。在德国画家汉斯·博尔特的一幅名为《最后一人》（Der letzte Mann）的作品中，纽伦堡号沉没事件得以重现，它描绘的是一名德国水兵在舰只滑入浪底之际，仍然挥舞着帝国旗帜的情景。